# Until Dawn
Until Dawn é um jogo eletrônico de aventura e de survival horror desenvolvido pela Supermassive Games e publicado pela Sony Computer Entertainment para a PlayStation 4 em Agosto de 2015. Originalmente planejado para a PlayStation 3 com suporte para PlayStation Move, o jogo acabou por ser reintroduzido como um exclusivo para PlayStation 4 em agosto de 2014.
Until Dawn recebeu análises positivas por parte dos críticos da especialidade. Conseguiu uma pontuação agregada de 79,07% no GameRankings e 79/100 no Metacritic.

## Jogabilidade
Until Dawn foi desenhado para poder ser jogado várias vezes para que os jogadores possam entender o jogo na sua totalidade. A história dura cerca de nove horas de cada vez que se joga e as mecânicas irão utilizar um novo sistema chamado "Efeito Borboleta" em que cada escolha feita terá grandes consequências nunca antes vistas no desenrolar da história. Ao longo do jogo, os jogadores farão decisões difíceis com dilemas éticos e morais, como por exemplo sacrificar uma personagem para poder salvar outra. O "Efeito Borboleta" apaga a linha entre o correto e o incorreto, e é possível manter os oito personagens vivos (e até todos mortos), permitindo diferentes caminhos e cenários criando assim vários finais diferentes. O mecanismo de interação com a aplicação pode ser feito de três formas: com o DualShock 4 utilizando os botões, com o DualShok 4 utilizando o sensor de movimentos do mesmo e, sem a utilização de qualquer dispositivo remoto, através da PlayStation Camera, pelos movimentos corporais do jogador (algo semelhante aos jogos jogados através do Kinect, do Microsoft Xbox). Until Dawn tem um modo de auto-salvar muito restrito e, não permite ao jogador aceder ao arquivo da gravação; isto para prevenir que os jogadores se sintam arrependidos de alguma decisão que fizeram no jogo e a possam alterar. Também não há regulação da dificuldade no que toca à resposta do computador. A dificuldade é auto-ajustada de acordo com as decisões e o ponto da história em que o jogador está; por exemplo: o tempo de resposta aos "Quick-time Events" é menor quando um personagem se encontra numa cena de perigo do que se a mesma se encontrar numa situação calma. O nome do jogo Until Dawn em inglês significa "Até o amanhecer", e já diz até que tempo terminará a história, isso o jogador verá que é verdade ao decorrer do jogo. O jogador deverá recolher o máximo de colecionáveis de vários tipos com todos os personagens por forma a poder perceber a história.

## Enredo
Em 2014, Josh e suas irmãs gêmeas, Hannah e Beth, convidam seus amigos (Sam, Mike, Jessica, Emily, Matt, Ashley e Chris) para o chalé da família nas Montanhas Blackwood Pines, para o retiro anual de inverno.
Durante as comemorações, alguns do grupo conspiram para fazer uma brincadeira com Hannah, que é cegamente apaixonada por Mike. Enquanto Josh e Chris estão desmaiados bêbados na cozinha, Mike convida Hannah para o quarto de hóspedes. Sem o conhecimento dela, Jess, Emily, Matt e Ashley ficam escondidos no quarto a espera dela. Enquanto Mike a convence a começar a tirar a roupa, Jess acidentalmente revela a presença do grupo e, ao fazê-lo, humilha Hannah ao mesmo tempo que Sam aparece para avisá-la, descobrindo que era tarde demais.
Hannah sai correndo do chalé e entra no bosque nevado enquanto todos correm atrás dela, tentando se desculpar e convencê-la a voltar. Beth aparece de repente depois de ver alguém fora do chalé através das janelas da cozinha e pergunta o que aconteceu. Depois de saber que Hannah foi humilhada, ela repreende os amigos e persegue Hannah na nevasca. Quando Beth faz seu caminho até o meio da floresta, ela finalmente localiza Hannah chorando no meio de uma pequena clareira e a conforta. De repente, elas ouvem um barulho estranho e violento e fogem de um perseguidor invisível.
Quando estão encurralados na beira de um penhasco, Hannah escorrega e cai enquanto segura a mão de Beth, levando-a com ela. Beth consegue se pendurar em um galho grande na beira do penhasco, segurando Hannah com a outra mão. Um homem estranho se agacha pela beira do penhasco e estende a mão para ajudá-las, mas Hannah e Beth caem em sua aparente morte, para nunca mais serem vistas.
No aniversário de um ano dos desaparecimento das gêmeas Washington, os sete amigos restantes aceitam o convite de Josh de volta à montanha. À medida que o grupo se separa para participar de suas próprias festividades, sua fuga aparentemente idílica começa a se tornar rapidamente sinistra de várias maneiras.
Mike e Jessica vão para uma cabana de hóspedes por algum tempo sozinhos, e Jessica é violentamente arrancada pela janela da cabana e sequestrada por uma criatura desconhecida. Mike a persegue na tentativa de salvá-la. Dependendo de suas escolhas durante a perseguição, ele a encontra morta ou viva em uma área de mineração abandonada, mas ela desaparece quando o elevador em que está deitada despenca em um poço. Mike então segue um homem misterioso, que ele acredita ter matado Jess em um Sanatório abandonado, no qual ele explora e descobre informações sobre um acidente de mineração em 1952, o que resultou em mineiros presos depois de um desmoronamento. Experimentos e estudos foram realizados com os sobreviventes por médicos do Sanatório, e um repórter teve problemas para tentar descobrir mais sobre o encobrimento.
Ashley, Chris e Josh usam um quadro Ouija para se comunicar com os espíritos e supostamente recebem a comunicação de qualquer uma das gêmeas Washington. Josh, convencido de que Ashley ou Chris estão brincando com ele, sai correndo. Chris e Ashley investigam a pista de que o espírito se comunicou, mas Ashley e Chris são deixados inconscientes por um psicopata que usa máscara e Ashley é sequestrada. Chris a rastreia e encontra Ashley e Josh no final mortal de uma armadilha do tipo quebra-cabeças e deve escolher entre salvar uma delas. Suas ações resultam em Josh ser violentamente cortado pela armadilha e depois Chris e Ashley traumatizados fogem.
Depois de descobrir um maníaco à solta, Matt e Emily viajam para a estação de teleférico para obter ajuda, mas descobrem que as chaves estão faltando. O casal então localiza uma torre de rádio e pede ajuda aos guardas da montanha, que os informam que a assistência não chegará antes do amanhecer. Uma criatura desconhecida aparece, tenta e falha ao entrar na torre e, em seguida, causa o colapso da estrutura da torre cortando um de seus cabos, a torre desaba enviando-os para dentro das minas. No caos que se segue, Matt descobre Emily em perigo na torre de incêndio destruída e é forçado a tentar salvar sua vida ou pular em segurança para salvar a sua. Independentemente de suas decisões, Emily cai com a torre em colapso mais fundo nas minas. Matt escapa e também se aventura mais fundo nas minas, ou será morto pela criatura.
Enquanto isso, Sam é perseguida pelo psicopata no chalé, dependendo das suas escolhas, durante a perseguição, ele pode capturá-la e deixá-la inconsciente, ou ela escapa e chega a oficina do assassino. Em interlúdios contínuos, um psiquiatra, Dr. Hill, conduz uma entrevista com uma figura invisível, fazendo perguntas à medida que a narrativa avança. Em cada interlúdio, o escritório do Dr. Hill fica mais grotesco e em ruínas, refletindo as escolhas que o jogador faz durante cada interlúdio da entrevista. Dependendo das escolhas anteriores do jogador, o próprio Dr. Hill pode mudar de aparência, ficando doente e mutilado. Posteriormente, ele revela ser simplesmente uma alucinação na mente do psicopata.
À medida que eventos mais sinistros se desenrolam, o psicopata captura Chris e Ashley e dá a Chris a opção de se sacrificar para poupar Ashley ou atirar nela para se salvar. Depois de revelar que a arma está descarregada, o psicopata se revela Josh, que fingiu sua morte e estava fazendo uma brincadeira com o grupo o tempo todo em retaliação pela brincadeira que indiretamente causou o desaparecimento de Hannah e Beth no ano anterior. Mike o confronta, mas Josh nega ter matado Jessica. Mike e Chris o capturam e o deixam amarrado em um galpão. Nas minas abandonadas, Emily mostra ter sobrevivido à queda apenas com um joelho machucado. Ela é a personagem que pode encontrar mais pistas sobre o que aconteceu com as irmãs Washington, a medida que adentra mais fundo nas minas a procura de uma saída, ela pode encontrar a cabeça de Beth e descobrir que Hannah conseguiu sobreviver à queda do penhasco. Ela encontra o Estranho que Mike havia seguido, que a ajuda a escapar da criatura. Em sua fuga, Emily pode ser morta ou consegue voltar ao chalé.
À medida que os amigos descobrem pistas sobre o passado, o Estranho confronta o grupo principal no alojamento e explica que ele é um protetor da montanha, que está infestada de criaturas humanóides sanguinárias chamadas de wendigos. Eles surgiram devido a uma antiga maldição que reside nas montanhas referente a prática do canibalismo, e quando os mineiros ficaram presos durante o acidente nas minas, o desejo incontrolável por carne os consumiu e eles mataram e devoraram alguns de seus colegas. O Estranho explica que eles não serão capazes de escapar em segurança até o amanhecer, que é quando os wendigos param de caçar, e existem apenas algumas maneiras de matar wendigos, como pelo fogo. Chris e o Estranho decidem resgatar Josh, mas descobrem que ele desapareceu; nesse momento a criatura (wendigo) aparece e o estranho é decapitado logo depois. Chris então foge em direção ao chalé, dependendo da mira do jogador, ele pode ser morto antes de voltar para dentro. Sam, Mike, Ashley e os sobreviventes restantes fogem para o porão da loja por segurança.
Mike retorna ao Sanatório em busca de Josh, na esperança de encontrar a chave do teleférico, mas encontra dezenas de wendigos (que o Estranho aprisionou lá), forçando-o a destruir o Sanatório para escapar; Enquanto isso, Sam descobre mais informações sobre os wendigos nas notas do Estranho e o segue. Eles finalmente encontram Josh nas minas sofrendo de alucinações extremas, ainda nesse capítulo, Sam pode encontrar um diário improvisado deixado por Hannah onde ela conta como esteve sozinha nas minas passando fome entre o período de um mês e três dias. Josh voluntariamente lhes dá a chave. Mike ajuda Sam à escalar até a superfície, mas Hannah, que é revelado ter se transformado em um wendigo depois de não aguentar mais a fome e comer o cadáver de Beth, intercepta Josh e Mike enquanto os dois tentam sair das minas. Se o jogador encontrar o diário de Hannah, Josh a reconhecerá e ela o arrastará para dentro das minas novamente; se não, Hannah matará Josh.
Se Matt e Jess ainda estão vivos neste momento, eles têm encontros separados com os wendigos nas minas e tentam evitá-los e alcançar o resgate. Enquanto isso, Sam, Mike e quem quer que esteja vivo entre Ashley, Chris e Emily, se reagrupam no alojamento apenas para encontrá-lo invadido por wendigos, incluindo Hannah. As criaturas, que agora estão lutando entre si, causam um vazamento de gás; os sobreviventes acenderam o gás com uma faísca elétrica. Isso causa uma explosão que destrói o alojamento, mata todos os wendigos (incluindo Hannah) e pode resultar na morte de todos os sobreviventes restantes, incluindo Mike e/ou Sam. Do lado de fora, ao amanhecer, helicópteros de resgate chegam para levar os sobreviventes.
Em uma cena pós-créditos, o grupo realiza entrevistas em uma delegacia onde eles explicam sua história. Se Josh sobrevive, é revelado que ele está canibalizando o corpo do estranho, levando-o a se transformar em um wendigo. Se pelo menos um outro protagonista sobreviver, dois policiais explorarão as minas e descobrirão Josh Se Transformando, que os vê e aparentemente se prepara para atacá-los.

## Personagens
Samantha "Sam" Giddings (Hayden Panettiere) — Sam, descrita no jogo como aplicada, atenciosa e aventureira, é a melhor amiga de Hannah Washington. Sam possui 19 anos de idade. Ela é a "mãezona" do grupo, sendo a mais responsável e amigável do grupo. Ela e Josh parecem sentir grandes sentimentos um pelo outro, já que passam grande parte do tempo juntos, e às vezes, "flertando". Sam ama animais, e tem uma grande habilidade atlética, e uma grande habilidade em escalada. Sam é uma dos quatro únicos personagens á não participarem da pegadinha contra Hannah, sendo os outros Beth, Chris e Josh. Ela é uma das únicas personagens a morrer no último capítulo, o capítulo 10. Ela tem duas maneiras de morrer, e as duas envolvem o Wendigo perfurando sua barriga com seu braço. Sam só morre se ela se mover no segundo e no último "não se mova".
Joshua "Josh" Washington (Rami Malek) — Josh, descrito no jogo como complexo, atencioso e amável, é o irmão mais velho de Beth e Hannah Washington. Ele é o mais velho do grupo, possuindo 20 anos de idade. Ele é um rapaz brincalhão e bem-humorado, e gosta fazer pegadinhas. Ele é a figura misteriosa nas consultas com o Dr. Hill, fazendo muitas vezes o jogador pensar que é o próprio jogador a figura, já que é ele quem responde as perguntas. Josh é o psicopata do jogo, sendo que o que ele fizera foi vingar-se pela pegadinha que o grupo fez contra suas irmãs. Ele e Chris são melhores amigos, e Chris fica com pena quando Mike ameaça atirar em Josh, dando a opção de desarmar Mike. Josh tem uma maneira de morrer, no capítulo 10. Se Mike e Sam não encontrarem o diário que Hannah escreveu quando estava nas minas, Josh  não reconhecerá que o Wendigo é Hannah, e acabará tendo a sua cabeça esmagada. Se ele sobreviver, ele reconhecerá o Wendigo de Hannah, que o levará para longe, e Josh não será resgatado pela policia, quando ele estiver lá, ele irá comer a cabeça do cara do lança chamas, e irá iniciar sua transformação em um Wendigo. A policia irá encontrar Josh, e ele atacará a policia.
Emily "Em" Davis (Nichole Bloom) — Emily, descrita no jogo como inteligente, competente e persuasiva, é uma jovem mulher asiática-americana, que possui 19 anos. Emily é uma garota de língua rápida e inteligência afiada, e sempre tem um truque na manga. Ela é considerada a "mala sem alça" do grupo, pois reclama de tudo, o jogo inteiro. Ela é inteligente, esperta e manipuladora, e em todo o momento consegue manipular Matt. Ela é a ex-namorada de Michael Munroe (Mike), e é a atual namorada de Matt. Ela era a melhor amiga de Jessica, mas, como ela se tornou a nova namorada de Mike, elas começaram a se desprezar. Ela é a personagem que mais encontra pistas sobre o desaparecimento de Beth e Hannah, e inclusive, encontra a cabeça de Beth. Emily é a segunda personagem a ter mais maneiras de morrer, sendo a outra personagem, Chris. Ela pode morrer no capítulo 8, se ela não conseguir escapar do Wendigo a tempo, o Wendigo á pegará pela cabeça, e arrancará seus olhos. A outra maneira ainda é no capítulo 8, se ela continuar na esteira, e não conseguir pular e nem se apoiar, ela cairá em um triturador de minerais, e terá suas pernas esmagadas. A terceira maneira, ainda no capítulo 8, será se o jogador escolher, como Mike, atirar em Emily (se ela for mordida pelo Wendigo), Mike vai atirar em seu olho, matando-a. E a última maneira é no capítulo 10, se Sam ligar o interruptor, ela e os demais sobreviventes (que estiverem no chalé), morrerão queimados.
Matthew "Matt" Taylor (Jordan Fisher) — Matt, descrito no jogo como ativo, motivado e ambicioso, é um jovem homem afro-americano, possui 18 anos. Ele é conhecido por suas habilidades atléticas, e seu grande coração (principalmente com Emily). Ele é o novo namorado de Emily, ele obedece todas as ordens e exigências de Emily. Emily trata ele muito mal, sendo que a própria fez duas regras : Primeiro, Emily sempre tem razão. Segundo, nada mais importa, porque Emily sempre esta correta, mesmo estando errada. Matt é o quarto personagem com mais formas de morrer. A primeira forma é no capítulo 6, se Matt escolher atacar os cervos, ele será empurrado para fora do penhasco, e se ele não conseguir se apoiar, ele vai cair e bater a cabeça em uma pedra. A segunda forma, ainda no capítulo 6, é que se ele escolher duas vezes "salvar a Emily", a torre vai despencar e ele cairá em uma caverna com um Wendigo, e o Wendigo colocará a boca de Matt em um gancho, matando-o. E a (as) última forma é no capítulo 10. Se ele se mover em algum dos "não se mova" o Wendigo esmagará o seu rosto, e matará Jessica (se ela estiver viva).
Christopher "Chris" Hartley (Noah Fleiss) — Chris, descrito no jogo como metódico, protetor e bem-humorado, é um jovem de 19 anos. Ele é o nerd do grupo, e leva esse papel muito a sério. Ele tem uma queda por sua amiga Ashley, e ela também sente o mesmo, mas nenhum deles tem coragem de dar o primeiro passo. Ele também é o melhor amigo de Josh. Chris e Ashley encontram a maioria das pistas do homem misterioso. Chris é o personagem com mais formas de morrer, num total de seis vezes. A primeira é no capítulo 8, se ele errar algum dos tiros no Wendigo, o Wendigo arrancará a sua cabeça. A segunda forma, ainda no capítulo 8, é que se ele escolheu atirar em Ashley (no capítulo 7) em vez de atirar em si mesmo, ela não vai abrir a porta para ele fugir do Wendigo, e posteriormente, matando-o. A terceira forma é no capítulo 9, se Ashley deixou Chris para trás, e ela foi atrás da voz de "Jessica" (que na verdade é um Wendigo), independentemente do caminho que ele escolher, ele vai morrer. Se ele escolher "seguir a voz", ele vai encontrar o gorro de Ashley no chão, e quando ele abrir o alçapão, o Wendigo vai pular em cima dele, e arrancará sua cabeça. Se Chris escolher "juntar-se ao grupo", o Wendigo o agarrará pelo teto, e o decapitará.
Ashley "Ash" Brown (Galadriel Stineman) — Ashley, descrita no jogo como intelectual, curiosa e franca, é uma garota de 18 anos. Ela é conhecida por seus cabelos ruivos, e sua roupa colorida. Ashley é a garota nerd do grupo, ela e Chris vivem juntos, pois ambos são apaixonados um pelo outro, mas nenhum deles tem coragem de dar o primeiro passo. Ashley e Chris encontram a maioria das pistas sobre o homem misterioso. Ashley é uma personagem com vária formas de morrer. A primeira forma é no capítulo 9, se Ashley escolhe "investigar voz" ela vai se deparar com um alçapão, se ela abri-lo, o Wendigo vai aparecer e arrancar a sua cabeça. A segunda forma é no capítulo 10, se Chris ou Emily tiverem morrido, e Sam tiver se mexido no primeiro "não se mova", o Wendigo vai ir em direção a Ashley, e vai arrancar seus olhos. E a última forma é no capítulo 10, se Sam ligar o interruptor, Ashley e os demais sobreviventes (que estiverem no chalé) vão morrer queimados.
Michael "Mike" Munroe (Brett Dalton) — Mike, descrito no jogo como inteligente, determinado e persuasivo, é o líder de turma do seu colégio, Mike tem 19 anos. Mike é o ex-namorado de Emily, e atual namorado de Jessica. Mike é muito inteligente e conquistador, pois tudo o que ele quer, ele conquista. Ele é o personagem que encontra mais pistas sobre o caso de 1952. Ele é "rival" de Matt, pois Matt acha que Mike dá em cima de Emily (mesmo namorando Jessica). Mike tem duas formas de morrer. A primeira é no capítulo 10, se Sam escolher ligar o interruptor, em vez de salvar Mike, ele e os demais sobreviventes (que estiverem no chalé) vão morrer queimados. A última forma é no capítulo 10, se Sam se mover no primeiro não se mova, Mike será incapacitado de sair do chalé, e quando todos saírem do chalé, ele ligará um isqueiro e irá se matar junto com os Wendigos.
Jessica "Jess" Riley (Meaghan Jette Martin) — Jessica, descrita no jogo como confiante, ingênua e irreverente, é a nova namorada de Mike, Jessica tem 18 anos de idade. Jessica era a melhor amiga de Emily, mas, atualmente, elas se desprezam. Sua inteligencia não é o seu ponto forte, mas ela conquista qualquer um com sua beleza. Jessica encontra apenas um totem, mas se Matt estiver vivo, ele encontra o totem, fazendo Jessica ser a única personagem a não encontrar nenhuma pista e nenhum totem (possivelmente). Jessica é a segunda personagem com mais formas de morrer, perdendo apenas para Chris. Ela pode morrer no capítulo 4, se Mike não arriscar os atalhos, e errar mais de quatro Quick-Time-Events, ele encontrará Jessica sem seu queixo, no elevador. As outras formas são no capítulo 10, se ela escolher "tentar correr", o Wendigo irá alcança-la e arrancará seu queixo. A outra forma é que se ela se mexer nos "não se mova", o Wendigo irá matar ela e Matt (se ele estiver vivo). E a última forma é que se Matt escolher "abandonar Jessica", o Wendigo irá mata-la.
Hannah "Han" Washington (Ella Lentini) — a irmã falecida de Josh e gêmea de Beth. Ela pode ser descrita como ingênua, tímida e insegura, a partir de suas ações e personalidade. No prólogo, Hannah foi vítima da pegadinha de seus amigos, fazendo ela fugir da cabana e se esconder no bosque. Ao ser encontrada por sua irmã Beth, ambas são perseguidas por um criatura desconhecido, mas acabam caindo de um penhasco e são dadas como desaparecidas. É deixado explícito que Hannah tinha uma paixão obsessiva por Mike, mesmo que ele esteja namorado Emily na época. Posteriormente, no capítulo 7, é revelado através de Emily que Hannah não morreu na queda do penhasco, apenas sua irmã Beth, porém, ela ficou presa nas minas abandonadas na esperança de um resgate. Por não aguentar as dores de fome, Hannah desenterrou sua irmã e comeu, transformando-a em um wendigo devido a maldição.
Elizabeth "Beth" Washington (Ella Lentini) — a irmã falecida de Josh e gêmea de Hannah. Pode ser descrita como uma jovem protetora, carinhosa e cautelosa. Beth é a primeira personagem jogável durante o prólogo, onde descobre que Hannah fugiu para o bosque após ser humilhada em uma pegadinha feita por seus amigos. Irritada com a situação, Beth vai atrás de Hannah na floresta, mas ao encontra-lá, ambas são perseguidas por uma criatura. Beth acaba morrendo caindo do penhasco.